# تجنكلا سفلي (مقاطعة تشالوس)
تجنكلا سفلي (بالفارسية: تجنکلا سفلی) هي قرية تقع في قسم كلارستاق الشرقي الريفي (مقاطعة تشالوس) في إيران. يقدر عدد سكانها بـ 457 نسمة .